# Acoustic Hearts of Winter
Acoustic Hearts of Winter (рус. Акустические сердца зимы) — второй студийный альбом американской поп-рок группы Aly & AJ, вышел 26 сентября 2006 года в США, под звукозаписывающим лейблом Hollywood Records. Дебютировал в чарте Billboard 200 США под номером семьдесят восемь (#78), достиг 14 места в Top Holiday Albums.

## Об альбоме
Acoustic Hearts of Winter был задуман как проект после завершения делюкс издания своего первого дебютного альбома Into The Rush (2005). Вся продукция альбома была спродюсирована Антониной Армато и Тимом Джеймсом. Большинство песен являются кавер-версиями религиозных Рождественских песен или современной классики. Две собственные песни появляются в альбоме, которые были написаны Aly & AJ с Армато и Джеймсом. Музыкальный альбом представляет собой поп-рок песни, сыгранные на электрогитарах. Они использует поп-музыку, влияющую на Рождественскую музыку.
Альбом получил положительные отзывы критиков, как правило комплименты лирического содержания за оригинальные песни и общее звучание. Acoustic Hearts of Winter дебютировала в США на Billboard 200 под номером семьдесят восемь (#78), и достиг максимального числа четырнадцать в Top Holiday Albums. Это был второй бестселлер праздничный альбом 2006 года. Единственный сингл из альбома, «Greatest Time of Year», был использован в фильме The Santa Clause 3, достиг максимального 96 места в Billboard Hot 100. Aly & AJ способствовали в основном в альбоме CD USA и в 2006 году Walt Disney World Christmas Day Parade. В 2007, альбом был переиздан с тремя новыми традиционными кавер-песнями.
В течение лета 2006 года, после подведения производственных итогов и записи их первого дебютного альбома, Aly & AJ начал записывать свой первый рождественский альбом. Антонинf Армато и Тим Джеймс, которые работали над дебютным альбомом дуэта и ряд других звёзд Диснея, были наняты для исполнительного производства усилий. Они ожидали окончания записи альбома к концу лета, для того, чтобы он был выпущен для курортного сезона. Aly & AJ думали, что это нелепо, чтобы они записали рождественский альбом в самые жаркие дни года. Элисон Мичалка сказала Saginaw News, что продюсеры Армато и Джеймс заполнили студию ёлочными украшениями, рождественскими печеньями, и деревьями с подарками, чтобы записать то, что им требуется, и чтобы песни получились в духе Рождества.
Acoustic Hearts of Winter музыкальный альбом на основе Рождественской музыки и поп-музыки, поп-рока и подросткового рока. Все песни продюсировали Антонина Армато и Тим Джеймс. Aly & AJ, наряду с исполнительными продюсерами Армато и Джеймс, адаптировали и расположили большинство каверов в альбоме. Многие из песен, включают тяжёлые приборы, такие как гитара, виолончель, ударные, бас. И фортепиано. Альбом в основном состоит из кавер-версий из кэролов, в то время как два оригинальных номера сохранены."Joy to the World", «We Three Kings», «The First Noel», «God Rest Ye Merry Gentlemen», and «Silent Night» — религиозные традиционные песни. Кроме того, включены традиционные «Deck the Halls», «I’ll Be Home for Christmas», «The Little Drummer Boy», оригиналы Harry Simeone и «Let It Snow», исполненные Vaughan Monroe.

## Синглы
Главный сингл альбома «Greatest Time of Year», первый из двух оригиналов альбома, написан Aly & AJ, Армато и Джейсоном. Второй оригинальный и собственный трек, «Not This Year» — это размышления о прошлом Рождестве, и его различиях. По словам дуэта, песня посвящена их бабушке Кармен, который умерла в канун Рождества несколько лет назад. В 2007 году издание альбома доступно исключительно на розничный Target Corporation, традиционные треки «We Wish You a Merry Christmas» и «Winter Wonderland» были бонус-треками, а также «Rockin' Around the Christmas Tree», изначально исполняла Brenda Lee.

## Отзывы критиков
Matt Collar из Allmusic похвалил классические рождественские песни состоят в «свете», современной поп-моды, отметив, что оригинальные песни сильно отличаются от тех, что в альбоме.
Sari N. Kent из The Celebrity Cafe говорили о гармонизации дуэта, и альбома «небесный» звук и «беспрецедентную акустической гитарной работы». Кент отметил, что набор был «праздничный альбом, которые появляются поклонники фантазии и голоса близнецов как ангелы harkening к вышеуказанным.»
Logan Leasure из Jesusfreakhideout высоко оценил Aly & AJ «электростанцию» вокал на треки, но сказал, гимны, такие как «The First Noel» и «Deck the Halls» было немного скучными, из-за акустических множественных чувств.
В целом, Leasure сказал: «Этот альбом имеет свою хорошую долю выдающийся треков, которые, несомненно, удовлетворит любого поклонника современной музыки Рождества». Он особо отметил «Little Drummer Boy» и впечатляюще-лирического содержания песню "Not This Year.

### Позиции в чартах
В чарте 2 декабря 2006 года, почти через два месяца после первого выпуска Acoustic Hearts of Winter дебютировал под номером семьдесят восемь (#78) на Billboard 200, где он достиг своего пика.. Она по-прежнему в верхней половине диаграмм в течение трёх недель, и поддерживать позицию в топ-200 альбомов в течение семи недель. На Billboard Top Holiday Albums chart, альбом дебютировал 25 ноября 2006 года под номером 20. Неделю спустя он перешёл на номер четырнадцать, где он достиг, и провел четырнадцать недель на графике. Acoustic Hearts of Winter был вторым бестселлером праздничного альбома в 2006 году в курортный сезон. В 2007 и 2008 году, альбом вновь вошёл в чарты Holiday Album на сорок пятое место (#45) и двадцать восьмое место (#28), соответственно.

## Поощрения
«Greatest Time of Year» была использована для фильма, The Santa Clause 3. 21 ноября 2006 года была выпущена в качестве сингла на iTunes вместе с Radio Disney, так как песня была в комплекте с интервью с дуэтом на станции.. Песня впервые появилась на «Bubbling Under Hot 100» 2 декабря 2006 года. Продвигаемый свой дебют на номер шестьдесят семь на Hot Digital Songs chart, «Greatest Time of Year» дебютировал под номером девяносто шесть на Billboard Hot 100. Кроме того, она выступила на номер семьдесят два на Pop 100. Два музыкальных клипов были разработаны для песни, одна из которых intercut со сценами из фильма, и второй, который исключительно показывал только сестер.
Дуэт исполнил «Greatest Time of Year» вживую на CD USA. Кроме того, они провели его в 2006 для Walt Disney World Christmas Day Parade, и в 2007 году ездили на гастроли в качестве разогрева с Майли Сайрус на The Best of Both Worlds Tour. Также в 2007 году альбом был переиздан в качестве делюкс издания по Target Corporation, и включала традиционные рождественские песни «We Wish You a Merry Christmas» а также «Winter Wonderland» и «Rockin' Around the Christmas Tree». Вариации «Greatest Time of Year» также включены в альбом лейбла Walt Disney Records, сборник Disney Channel Holiday (2007), и All Wrapped Up (2008).

## Список композиций
| №   | Название                      | Автор(ы)                                              | Producer(s)   | Длительность |
| --- | ----------------------------- | ----------------------------------------------------- | ------------- | ------------ |
| 1.  | «Greatest Time of Year»       | Aly Michalka, AJ Michalka, Antonina Armato, Tim James | Armato, James | 3:41         |
| 2.  | «Joy to the World»            | George Frideric Handel, Lowell Mason, Isaac Watts     | Armato, James | 2:52         |
| 3.  | «We Three Kings»              | John Henry Hopkins, Jr.                               | Armato, James | 2:54         |
| 4.  | «The First Noel»              | Traditional                                           | Armato, James | 1:44         |
| 5.  | «God Rest Ye Merry Gentlemen» | Traditional                                           | Armato, James | 2:33         |
| 6.  | «Silent Night»                | Fr. Josef Mohr, Franz Gruber                          | Armato, James | 3:05         |
| 7.  | «I'll Be Home for Christmas»  | Kim Gannon, Walter Kent, Buck Ram                     | Armato, James | 2:44         |
| 8.  | «Let It Snow»                 | Sammy Cahn, Jule Styne                                | Armato, James | 2:08         |
| 9.  | «Deck the Halls»              | Traditional                                           | Armato, James | 1:54         |
| 10. | «Little Drummer Boy»          | Katherine K. Davis, Henry Onorati, Harry Simeone      | Armato, James | 2:37         |
| 11. | «Not This Year»               | Aly. Michalka, A. Michalka, Armato, James             | Armato, James | 3:24         |

| №   | Название                            | Автор(ы)         | Producer(s)   | Длительность |
| --- | ----------------------------------- | ---------------- | ------------- | ------------ |
| 12. | «We Wish You a Merry Christmas»     | Traditional      | Armato, James | 1:22         |
| 13. | «Winter Wonderland»                 | Richard B. Smith | Armato, James | 2:43         |
| 14. | «Rockin' Around the Christmas Tree» | Johnny Marks     | Armato, James | 2:05         |

## Над альбомом работали
Как указано в буклете.

| - Aly Michalka — vocals, writing, adaption, arrangement - AJ Michalka — vocals, writing, adaption, arrangement - Antonina Armato — production - Tim James — production - Tim Pierce — guitar - Sean Hurley — bass - Dorian Crozier — drums - Jamie Muhoberac — keyboards, wurley - Luis Conte — percussion - Dean Parks — guitar - Cameron Stone — cello | - Bob Zamitti — writing - Kim Gannon — writing - Walter Kent — writing - Buck Ram — writing - Bob Zamitti — vibes - Katherine Davis — writing - Henry Onorati — writing - Harry Simeone — writing - Gerry Cagle — executive producer - Carrie Michalka — executive producer |

## Позиции в чартах
| Chart                 | Высшая позиция |
| --------------------- | -------------- |
| US Billboard 200      | 78             |
| US Top Holiday Albums | 14             |